# با هم میمونیم
«با هم میمونیم» (انگلیسی: We Ride) یک ترانه از خواننده اهل باربادوس ریانا از دومین آلبوم استودیویی خود، دختری مثل من (۲۰۰۶) است. این ترانه توسط مکبرا ریدیک و تهیه‌کننده‌اش، تیم استارگیت نوشته شده‌است. ترانه در ۲۱ اوت ۲۰۰۶ به عنوان سومین تک‌آهنگ آلبوم توسط دف جم رکوردینگز منتشر شد. «با هم میمونیم» یک بالاد هیپ هاپ و سول است. پذیرش انتقادی از این ترانه به‌طور کلی مثبت بود، زیرا اکثر منتقدها از ویژگی‌های آرامش بخش و بی دغدغه آن تعریف می‌کردند.